# Perth Glory Football Club
El Perth Glory Football Club es un club de fútbol profesional australiano con sede en Perth, Australia Occidental. Compite en la A-League, máxima categoría del fútbol nacional.
La entidad fue fundada en 1995 como el primer equipo representativo de Australia Occidental en categoría nacional. Durante su periplo en la National Soccer League (NSL) obtuvo dos campeonatos nacionales en 2003 y 2004, razón por la que la Federación Australiana decide otorgarles una franquicia en la temporada inaugural de la A-League en 2005. Desde entonces, el equipo ha ganado la temporada regular en 2019 y ha disputado dos finales por el título nacional en 2012 y 2019, si bien no ha vuelto a proclamarse campeón nacional.
El equipo disputa sus partidos en el estadio Perth Oval y cuenta con un equipo de fútbol femenino en la A-League Women.

## Historia
La ciudad de Perth, capital de Australia Occidental, había intentando inscribir un club de fútbol en la Liga Nacional Australiana desde su creación en 1977, pero durante dos décadas no pudo hacerlo por problemas logísticos ante la lejanía con el sureste del país, donde se encontraban la mayoría de rivales. Hasta ese momento, los clubes de la zona competían en un campeonato estatal, la Liga de Fútbol de Australia Occidental, y en su mayoría representaban a comunidades inmigrantes. Después de años de negativas por parte de la Federación Australiana (FFA), en 1994 un grupo de empresarios inscribe a un equipo nuevo en la Liga Profesional de Singapur, llamado «Perth Kangaroos», cuya plantilla era un seleccionado de los mejores jugadores del campeonato estatal. El Perth Kangaroos logra proclamarse campeón singapurense en su temporada de debut, pero termina desapareciendo al año siguiente por falta de rentabilidad.
El actual Perth Glory es fundado el 1 de diciembre de 1995 por iniciativa del empresario Nick Tana, quien impulsa una franquicia representativa de todos los aficionados del estado. El club debuta en categoría nacional en la temporada 1996-97 y durante años fue el único equipo profesional de Australia Occidental. A partir de 1998, gracias a la contratación del técnico alemán Bernd Stange, el plantel da un salto de calidad y gana la temporada regular 1999-2000, si bien termina cayendo en la final por el título contra Wollongong Wolves. Stange es reemplazado en 2001 por el sudafricano Mich d'Avray, artífice de dos campeonatos nacionales en 2003 y 2004. En aquella época los jugadores más destacados eran figuras australianas como el mediocentro Jamie Harnwell y el delantero Bobby Despotovski. Las buenas actuaciones del plantel sirven para que el Glory consolide una sólida base de aficionados en Australia Occidental, razón por la que la FFA cuenta con ellos en su reorganización del fútbol profesional.
A partir de la temporada 2005-06 el Perth Glory compite en la nueva A-League, única categoría profesional del fútbol australiano, pero tiene dificultades para adaptarse a la nueva situación. Al año siguiente, Nick Tana vende el equipo a un grupo empresarial liderado por Tony Sage, quien asume el control total en 2009 y lleva a cabo una notable inversión económica. Después de varias campañas sin resultados destacables, en 2012 el equipo dirigido por Ian Ferguson consigue llegar a la final por el campeonato nacional, que pierde frente a Brisbane Roar por 2-1.
El equipo tuvo una buena época en la década de 2010 con la llegada al banquillo de Tony Popovic y el fichaje de figuras extranjeras como Andy Keogh y Diego Castro. Después de disputar dos finales de la FFA Cup en 2014 y 2015, la entidad obtiene su mejor resultado en la temporada 2018-19 con el título de la fase regular, lo cual ponía fin a una racha de quince años sin ganar trofeo alguno. No obstante, perdieron la final del campeonato nacional contra Sydney F.C. en la tanda de penaltis.

## Estadio
El Perth Glory disputa sus partidos como local en Perth Oval, con aforo para 20 500 espectadores y césped natural. Ubicado en el centro de la ciudad, fue inaugurado en 1910 como Loton's Paddock y ha sido remodelado en diversas ocasiones. Durante décadas ha albergado tanto partidos de fútbol como de rugby a 15, críquet y fútbol australiano. Con la entrada del equipo en la A-League, la instalación fue remodelada en 2004 y se convirtió en un estadio rectangular con las gradas pegadas al terreno de juego.
El equipo de fútbol femenino disputa sus partidos en Macedonia Park, con aforo para 7000 espectadores.

## Entrenadores
| País          | Nombre           | Desde                    | Hasta                   | Títulos                 |
| ------------- | ---------------- | ------------------------ | ----------------------- | ----------------------- |
| Australia     | Gary Marocchi    | 1 de julio de 1996       | 30 de junio de 1998     |                         |
| Alemania      | Bernd Stange     | 1 de julio de 1998       | 30 de junio de 2001     |                         |
| Inglaterra    | Mich d'Avray     | 1 de julio de 2001       | 30 de junio de 2004     | NSL 2002-03 NSL 2003-04 |
| Inglaterra    | Steve McMahon    | 25 de enero de 2005      | 7 de diciembre de 2005  |                         |
| Nueva Zelanda | Alan Vest        | 8 de diciembre de 2005   | 25 de julio de 2006     |                         |
| Australia     | Ron Smith        | 26 de julio de 2006      | 4 de noviembre de 2007  |                         |
| Australia     | Dave Mitchell    | 4 de diciembre de 2007   | 12 de octubre de 2010   |                         |
| Escocia       | Ian Ferguson     | 12 de octubre de 2010    | 13 de enero de 2013     |                         |
| Australia     | Alistair Edwards | 11 de febrero de 2013    | 17 de diciembre de 2013 |                         |
| Inglaterra    | Kenny Lowe       | 20 de diciembre de 2013  | 20 de abril de 2018     |                         |
| Australia     | Tony Popovic     | 11 de mayo de 2018       | 26 de agosto de 2020    |                         |
| Australia     | Richard Garcia   | 18 de septiembre de 2020 | 20 de marzo de 2022     |                         |
| Australia     | Ruben Zadkovich  | 20 de marzo de 2022      | 2 de junio de 2023      |                         |
| Inglaterra    | Kenny Lowe       | 12 de julio de 2023      | 3 de agosto de 2023     |                         |
| Australia     | Alen Stajcic     | 3 de agosto de 2023      | 25 de junio de 2024     |                         |
| Australia     | David Zdrilic    | 28 de junio de 2024      | Presente                |                         |